# MultiLevel CD-R

Vergleich zwischen normalen CD-R/CD-RW und MultiLevel-Recording

Eine MultiLevel-CD-R ist eine besondere Form einer CD-R mit einer höheren Speicherkapazität als ein normaler CD-Rohling.

## Beschreibung
Im Herbst 2000 stellten TDK, Mitsubishi (Verbatim), Plextor und Calimetrics die sogenannte MultiLevel-Recording-Technologie erstmals öffentlich vor. MultiLevel-CDs können ohne Komprimierung oder engere Spuren dreimal so viele Daten wie herkömmliche CDs speichern. Eine normale CD speichert pro Pit (Vertiefung) oder Land (Erhebung) 1 Bit ab. Die MultiLevel-CD unterteilt die Lands zusätzlich in verschiedene Stufen. So können statt wie bei einer normalen CD nur 0 oder 1, bei einer MultiLevel-CD auf derselben Fläche 0, 1, 2, 3, 4, 5, 6 oder 7 gespeichert werden. Bei den CD-RWs wird eine ähnliche Technik angewandt. Hier kommen statt heller und dunkler Bereiche 8 unterschiedliche Graustufen zum Einsatz. Calimetrics war der eigentliche Erfinder dieser Technologie und entwickelte auch die entsprechenden Bausteine für die Laufwerkshersteller. Die MultiLevel-Medien können aber, ähnlich wie die Double-Density-CD-Rohlinge, ebenfalls nicht mit normalen Laufwerken gelesen oder geschrieben werden. Erste funktionsfähige Muster sowie das endgültige Logo wurden Journalisten auf der CeBIT im Jahr 2001 präsentiert. Obwohl die MultiLevel-Recording-Technologie theoretisch sogar für DVD-Rohlinge in Frage kam, gingen die Medien und Laufwerke aber nie in die Serienproduktion. Das Unternehmen Calimetrics meldete zwischenzeitlich Insolvenz an.